# Station Cubelles
Cubelles is een station van lijn 2 van de Rodalies Barcelona.
Het is gelegen in de gelijknamige plaats.
Het station is alleen bereikbaar per Rodalies. Mensen die gebruik willen maken van de Media Distancia of de Catalunya Express moeten in Vilanova overstappen.
Passagiers die reizen met de Rodalies, kunnen gebruikmaken van de parkeerplaats, die in handen is van de spoorwegmaatschappij RENFE.

## Lijnen
| Eindbestemming         | Vorig station | Lijn | Volgend station      | Eindbestemming    |
| ---------------------- | ------------- | ---- | -------------------- | ----------------- |
| Sant Vicenç de Calders | Cunit         |      | Vilanova i la Geltrú | Granollers Centre |